# Liste der Kulturgüter in Calanca
Die Liste der Kulturgüter in Calanca enthält alle Objekte in der Gemeinde Calanca im Kanton Graubünden, die gemäss der Haager Konvention zum Schutz von Kulturgut bei bewaffneten Konflikten, dem Bundesgesetz vom 20. Juni 2014 über den Schutz der Kulturgüter bei bewaffneten Konflikten sowie der Verordnung vom 29. Oktober 2014 über den Schutz der Kulturgüter bei bewaffneten Konflikten unter Schutz stehen.
Objekte der Kategorie A sind im Gemeindegebiet nicht ausgewiesen, Objekte der Kategorie B sind vollständig in der Liste enthalten, Objekte der Kategorie C fehlen zurzeit (Stand: 1. Januar 2023).

## Kulturgüter
| Foto |                                                                                     | Objekt                                                                                                 | Kat. | Typ | Standort                                 | Beschreibung |
| ---- | ----------------------------------------------------------------------------------- | --- | ---- | --- | ---------------------------------------- | ------------ |
| ja   | Datei hochladen · Wikidata zu Katholische Kirche St. Antonio Abate (Q3672665)       | Katholische Kirche Sant’Antonio Abate / Chiesa cattolica Sant’Antonio Abate KGS-Nr.: 02902             | B    | G   | Cauco, Via all’Ossario 729558 / 132907   |              |
| BW   | Datei hochladen · Wikidata zu (Q29784590)                                           | Ca d’el Pin KGS-Nr.: 02903                                                                             | B    | G   | Cauco, Via Cantonale 126 729407 / 132452 |              |
| ja   | Datei hochladen · Wikidata zu Cappella Madonna di Loreto, Cauco (Q29784596)         | Kapelle Madonna di Loreto e di Sant’Anna / Cappella Madonna di Loreto e di Sant’Anna KGS-Nr.: 02904    | B    | G   | Cauco, Bodio 729403 / 132471             |              |
| BW   | Datei hochladen · Wikidata zu (Q29784601)                                           | Kapelle Sant’Antonio di Padua / Cappella di Sant’Antonio di Padova KGS-Nr.: 02905                      | B    | G   | Cauco, Laschiallo 729875 / 132789        |              |
| ja   | Datei hochladen · Wikidata zu Katholische Kirche Santi Giacomo e Pietro (Q29784600) | Katholische Kirche Santi Giacomo e Pietro / Chiesa cattolica dei Santi Giacomo e Pietro KGS-Nr.: 10793 | B    | G   | Selma 729609 / 131159                    |              |
| ja   | Datei hochladen · Wikidata zu Brücke und Umgebung (Q29784595)                       | Brücke / Ponte KGS-Nr.: 12432                                                                          | B    | G   | Arvigo 729160 / 129059                   |              |
| BW   | Datei hochladen · Wikidata zu (Q29784593)                                           | Haus / Casa KGS-Nr.: 12436                                                                             | B    | G   | Cauco, Via Cantonale 124 729413 / 132446 |              |
| BW   | Datei hochladen · Wikidata zu (Q29784591)                                           | Haus / Casa KGS-Nr.: 12437                                                                             | B    | G   | Cauco, Via Cantonale 111 729380 / 132459 |              |
| BW   | Datei hochladen · Wikidata zu (Q29784603)                                           | Beinhaus / Ossario KGS-Nr.: 12438                                                                      | B    | G   | Cauco 729547 / 132891                    |              |